# Frøkappe
Frøkappen (aril eller arillus) er et overtræk bestående af frugtkød af visse Frø, dannet af funiculus (kernens fastgørelsespunkt). 
Frøkappen kan danne en frugtagtig struktur, og dannes af noge få arter af nøgenfrøede planter. Her er især taks og beslægtede nåletræer i familierne Taxaceae og Cephalotaxaceae. I stedet for at have en træagtig kogle, som er typisk for de fleste nøgenfrøede planter, består formeringsapparatet af et kødfuld skålformet dække. Dækket er et stærkt modificeret kogleskæl.
I fotografiet af almindelig taks nedenfor, ses det at frøkappen starter som et lille lysegrønt bånd ved frøets base, for senere af skifte farve til brun og rød, når det vokser. Til slut er frøkappen kødfuld og højrød ved modenhed. Frøkappen spises af frugtspisende fugle, og er ugiftig, i modsætning til resten af taks, der er giftig. Derved medvirker fuglene til spredningen af taks, der fordøjer frøkappen, mens selve frøet forlader fuglen med fuglens afføring.